# 岩倉具方
岩倉 具方（いわくら ともかた、1908年1月17日 - 1937年10月14日）は洋画家。公爵岩倉具張の三男。母方の祖父は西郷従道。

## 生涯
東京府出身。学習院初等科卒業後、東京府立第一中学校を卒業。母桜子からは海軍大将になることを望まれていたが太平洋画会に入り、有島生馬に師事。1930年12月からパリに留学。このときシベリア鉄道車内で東京音楽学校教授アウグスト・ユンケルの長女ベラ綾子と知り合い、のち結婚し、三子を儲ける。
1937年9月9日から海軍従軍画家として上海に赴任。同年10月14日、呉遜路上で敵軍の迫撃砲による直撃弾に当たって戦死。1938年、岩倉綾子編『故岩倉具方従軍画集』が故岩倉具方従軍遺作画集刊行会により出版された。具方を記念して一水会岩倉具方賞が設けられた。